# Karel Lerch

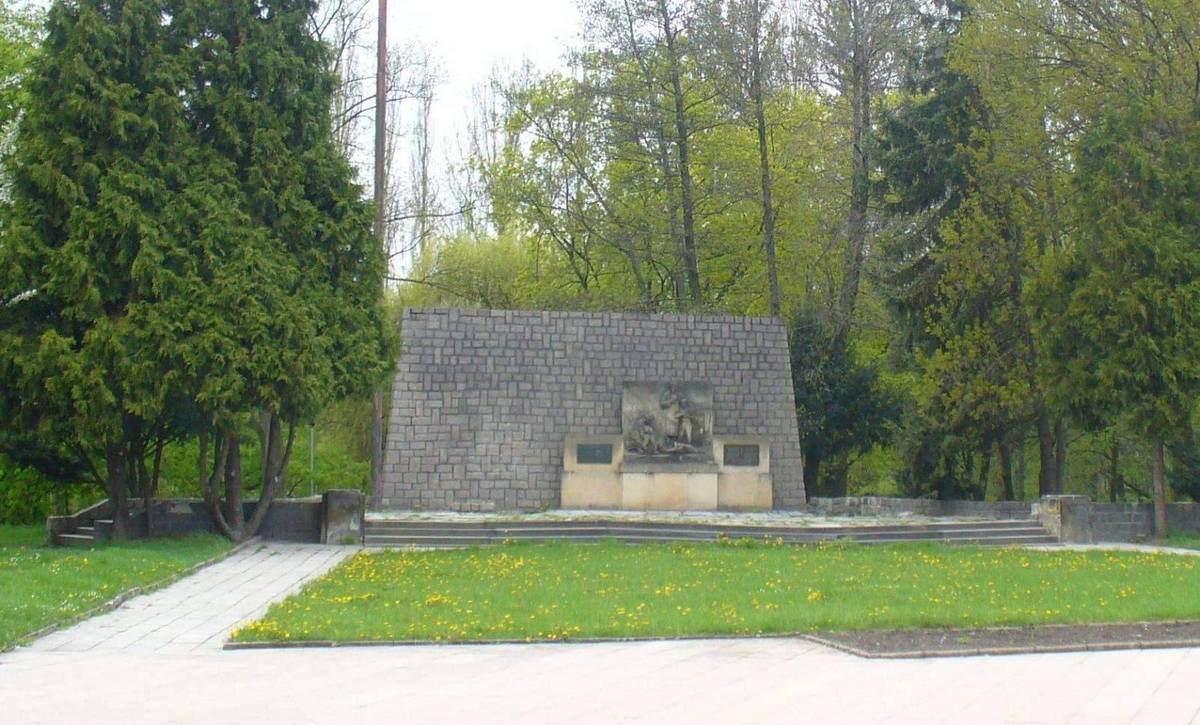
Památník Duchcovského viaduktu v Duchcově

Karel Lerch (30. července 1913 Zabrušany – 29. května 1971 Mnichov) byl český sochař, malíř, keramik. Kvůli své nemoci a úrazu trpěl po celý život poruchou sluchu a řeči. V letech 1929 až 1933 studoval na Státní odborné škole keramické v Teplicích. Později byl přijat na pražskou Akademii výtvarných umění (AVU) do ateliéru sochařství, ale jako občan Sudet musel Akademii opustit o 3 roky dříve. Bydlel v Drážďanech a po vybombardování v únoru 1945 byl jeho ateliér kompletně zničen. Vzdal se německého občanství a mezi lety 1952–1954 dokončil studium na AVU. Vytvořil památník obětem střelby u duchcovského viaduktu. V Mnichově vytvořil bustu pro síň slávy (Ruhmeshalle). V roce 1961 emigroval do Německa.

## Dílo
- 1954: Památník duchcovského viaduktu – Teplická ulice, Duchcov[2]